# Peter Ankersen
Peter Svarrer Ankersen (Esbjerg, 22 settembre 1990) è un calciatore danese, difensore del Nordsjælland.

## Biografia
È fratello gemello di Jakob Ankersen.

## Caratteristiche tecniche
Di ruolo terzino, può giocare su entrambe le fasce ed è bravo in fase offensiva.

## Carriera

### Club
Ankersen cominciò la carriera professionistica con la maglia dell'Esbjerg. Esordì nella Superligaen in data 14 aprile 2010, sostituendo Kian Hansen nella sconfitta per 3-2 sul campo del Copenaghen. Si trasferì poi al Vejle.
Precedentemente all'inizio del campionato 2012, fu ingaggiato dai norvegesi del Rosenborg, a cui si legò un contratto quadriennale. Il 9 aprile debuttò nell'Eliteserien, subentrando a Jon Inge Høiland nel pareggio a reti inviolate contro il Sogndal.
Il 17 agosto 2012, fece ritorno all'Esbjerg.
Il 1º luglio 2014 si trasferì al Salisburgo, con cui vince sia il campionato che la coppa nazionale.
Nel mercato estivo 2015 torna in patria per giocare nel Copenaghen, club con cui vince tre campionati danesi.
Il 2 settembre 2019 viene acquistato dagli italiani del Genoa. Il debutto in serie A avviene il 15 settembre nella partita casalinga con l'Atalanta, subentrando a Paolo Ghiglione.
Il 26 settembre 2020 fa ritorno al Copenaghen.

### Nazionale
Il 14 agosto 2013 debutta con la Nazionale maggiore danese nell'amichevole persa 3-2 contro la Polonia, rilevando Nicolai Boilesen a inizio ripresa.
Inserito nei 35 pre-convocati per i Mondiali 2018, non viene confermato nella lista dei 23 finali.

## Statistiche

### Presenze e reti nei club
Statistiche aggiornate al 18 agosto 2024.
| Stagione          | Squadra           | Campionato        | Campionato | Campionato | Coppe nazionali | Coppe nazionali | Coppe nazionali | Coppe continentali | Coppe continentali | Coppe continentali | Altre coppe | Altre coppe | Altre coppe | Totale | Totale |
| Stagione          | Squadra           | Comp              | Pres       | Reti       | Comp            | Pres            | Reti            | Comp               | Pres               | Reti               | Comp        | Pres        | Reti        | Pres   | Reti   |
| ----------------- | ----------------- | ----------------- | ---------- | ---------- | --------------- | --------------- | --------------- | ------------------ | ------------------ | ------------------ | ----------- | ----------- | ----------- | ------ | ------ |
| 2009-2010         | Esbjerg           | SL                | 1          | 0          | CD              | 0               | 0               | -                  | -                  | -                  | -           | -           | -           | 1      | 0      |
| 2010-2011         | Vejle             | 1D                | 28         | 1          | CD              | 0               | 0               | -                  | -                  | -                  | -           | -           | -           | 28     | 1      |
| 2011-mar. 2012    | Vejle-Kolding     | 1D                | 13         | 2          | CD              | 2               | 1               | -                  | -                  | -                  | -           | -           | -           | 15     | 3      |
| mar.-ago. 2012    | Rosenborg         | ES                | 10         | 0          | CN              | 4               | 0               | UEL                | 4                  | 1                  | -           | -           | -           | 18     | 1      |
| ago. 2012-2013    | Esbjerg           | SL                | 26         | 3          | CD              | 6               | 0               | -                  | -                  | -                  | -           | -           | -           | 32     | 3      |
| 2013-2014         | Esbjerg           | SL                | 30         | 2          | CD              | 0               | 0               | UEL                | 8                  | 2                  | -           | -           | -           | 38     | 4      |
| Totale Esbjerg    | Totale Esbjerg    | Totale Esbjerg    | 57         | 5          |                 | 6               | 0               |                    | 8                  | 2                  |             | -           | -           | 71     | 7      |
| 2014-2015         | Salisburgo        | BL                | 21         | 1          | CA              | 4               | 0               | UCL+UEL            | 3+5                | 0                  | -           | -           | -           | 33     | 1      |
| 2015-2016         | Copenaghen        | SL                | 30         | 0          | CD              | 3               | 0               | UEL                | 4                  | 0                  | -           | -           | -           | 37     | 0      |
| 2016-2017         | Copenaghen        | SL                | 32         | 5          | CD              | 2               | 0               | UCL+UEL            | 11+4               | 0                  | -           | -           | -           | 49     | 5      |
| 2017-2018         | Copenaghen        | SL                | 30         | 1          | CD              | 2               | 0               | UCL+UEL            | 2+8                | 0+1                | -           | -           | -           | 42     | 3      |
| 2018-2019         | Copenaghen        | SL                | 34         | 1          | CD              | 1               | 0               | UEL                | 12                 | 0                  | -           | -           | -           | 47     | 1      |
| 2019-2020         | Genoa             | A                 | 19         | 0          | CI              | 0               | 0               | -                  | -                  | -                  | -           | -           | -           | 19     | 0      |
| 2020-2021         | Copenaghen        | SL                | 21         | 2          | CD              | 1               | 0               | UEL                | 1                  | 0                  | -           | -           | -           | 23     | 2      |
| 2021-2022         | Copenaghen        | SL                | 28         | 1          | CD              | 1               | 0               | UECL               | 10                 | 1                  | -           | -           | -           | 39     | 2      |
| 2022-2023         | Copenaghen        | SL                | 12         | 0          | CD              | 2               | 0               | UCL                | 2                  | 0                  | -           | -           | -           | 16     | 0      |
| 2023-2024         | Copenaghen        | SL                | 21         | 1          | CD              | 4               | 0               | UCL                | 8                  | 0                  | -           | -           | -           | 33     | 1      |
| Totale Copenaghen | Totale Copenaghen | Totale Copenaghen | 208        | 11         |                 | 16              | 0               |                    | 62                 | 2                  |             | -           | -           | 286    | 12     |
| 2024-2025         | Nordsjælland      | SL                | 5          | 1          | CD              | 0               | 0               | -                  | -                  | -                  | -           | -           | -           | 5      | 1      |
| Totale carriera   | Totale carriera   | Totale carriera   | 361        | 21         |                 | 32              | 1               |                    | 82                 | 5                  |             | -           | -           | 475    | 26     |

### Cronologia presenze e reti in nazionale
| Cronologia completa delle presenze e delle reti in nazionale ― Danimarca | Cronologia completa delle presenze e delle reti in nazionale ― Danimarca | Cronologia completa delle presenze e delle reti in nazionale ― Danimarca | Cronologia completa delle presenze e delle reti in nazionale ― Danimarca | Cronologia completa delle presenze e delle reti in nazionale ― Danimarca | Cronologia completa delle presenze e delle reti in nazionale ― Danimarca | Cronologia completa delle presenze e delle reti in nazionale ― Danimarca | Cronologia completa delle presenze e delle reti in nazionale ― Danimarca |
| Data                                                                     | Città                                                                    | In casa                                                                  | Risultato                                                                | Ospiti                                                                   | Competizione                                                             | Reti                                                                     | Note                                                                     |
| ------------------------------------------------------------------------ | ------------------------------------------------------------------------ | ------------------------------------------------------------------------ | ------------------------------------------------------------------------ | ------------------------------------------------------------------------ | ------------------------------------------------------------------------ | ------------------------------------------------------------------------ | ------------------------------------------------------------------------ |
| 14-8-2013                                                                | Danzica                                                                  | Polonia                                                                  | 3 – 2                                                                    | Danimarca                                                                | Amichevole                                                               | -                                                                        | 46’                                                                      |
| 10-9-2013                                                                | Erevan                                                                   | Armenia                                                                  | 0 – 1                                                                    | Danimarca                                                                | Qual. Mondiali 2014                                                      | -                                                                        | 38’                                                                      |
| 15-10-2013                                                               | Copenaghen                                                               | Danimarca                                                                | 2 – 1                                                                    | Malta                                                                    | Qual. Mondiali 2014                                                      | -                                                                        |                                                                          |
| 15-11-2013                                                               | Herning                                                                  | Danimarca                                                                | 2 – 1                                                                    | Norvegia                                                                 | Amichevole                                                               | -                                                                        | 46’                                                                      |
| 28-5-2014                                                                | Copenaghen                                                               | Danimarca                                                                | 1 – 0                                                                    | Svezia                                                                   | Amichevole                                                               | -                                                                        | 66’                                                                      |
| 3-9-2014                                                                 | Odense                                                                   | Danimarca                                                                | 1 – 2                                                                    | Turchia                                                                  | Amichevole                                                               | -                                                                        | 84’                                                                      |
| 7-9-2014                                                                 | Copenaghen                                                               | Danimarca                                                                | 2 – 1                                                                    | Armenia                                                                  | Qual. Euro 2016                                                          | -                                                                        |                                                                          |
| 11-10-2014                                                               | Elbasan                                                                  | Albania                                                                  | 1 – 1                                                                    | Danimarca                                                                | Qual. Euro 2016                                                          | -                                                                        | 71’                                                                      |
| 14-11-2014                                                               | Belgrado                                                                 | Serbia                                                                   | 1 – 3                                                                    | Danimarca                                                                | Qual. Euro 2016                                                          | -                                                                        | 70’                                                                      |
| 3-6-2016                                                                 | Toyota                                                                   | Bosnia ed Erzegovina                                                     | 2 – 2 (4 – 3 dtr)                                                        | Danimarca                                                                | Kirin Cup                                                                | -                                                                        | 86’                                                                      |
| 7-6-2016                                                                 | Suita                                                                    | Danimarca                                                                | 4 – 0                                                                    | Bulgaria                                                                 | Kirin Cup                                                                | -                                                                        |                                                                          |
| 31-8-2016                                                                | Horsens                                                                  | Danimarca                                                                | 5 – 0                                                                    | Liechtenstein                                                            | Amichevole                                                               | -                                                                        |                                                                          |
| 4-9-2016                                                                 | Copenaghen                                                               | Danimarca                                                                | 1 – 0                                                                    | Armenia                                                                  | Qual. Mondiali 2018                                                      | -                                                                        |                                                                          |
| 8-10-2016                                                                | Varsavia                                                                 | Polonia                                                                  | 3 – 2                                                                    | Danimarca                                                                | Qual. Mondiali 2018                                                      | -                                                                        |                                                                          |
| 11-10-2016                                                               | Copenaghen                                                               | Danimarca                                                                | 0 – 1                                                                    | Montenegro                                                               | Qual. Mondiali 2018                                                      | -                                                                        |                                                                          |
| 11-11-2016                                                               | Copenaghen                                                               | Danimarca                                                                | 4 – 1                                                                    | Kazakistan                                                               | Qual. Mondiali 2018                                                      | 1                                                                        |                                                                          |
| 15-11-2016                                                               | Mladá Boleslav                                                           | Rep. Ceca                                                                | 1 – 1                                                                    | Danimarca                                                                | Amichevole                                                               | -                                                                        | 78’                                                                      |
| 26-3-2017                                                                | Cluj-Napoca                                                              | Romania                                                                  | 0 – 0                                                                    | Danimarca                                                                | Qual. Mondiali 2018                                                      | -                                                                        | 60’                                                                      |
| 11-11-2017                                                               | Copenaghen                                                               | Danimarca                                                                | 0 – 0                                                                    | Irlanda                                                                  | Qual. Mondiali 2018                                                      | -                                                                        |                                                                          |
| 14-11-2017                                                               | Dublino                                                                  | Irlanda                                                                  | 1 – 5                                                                    | Danimarca                                                                | Qual. Mondiali 2018                                                      | -                                                                        | 54’                                                                      |
| 16-10-2018                                                               | Herning                                                                  | Danimarca                                                                | 2 – 0                                                                    | Austria                                                                  | Amichevole                                                               | -                                                                        |                                                                          |
| 19-11-2018                                                               | Aarhus                                                                   | Danimarca                                                                | 0 – 0                                                                    | Irlanda                                                                  | UEFA Nations League 2018-2019 - 1º turno                                 | -                                                                        |                                                                          |
| 21-3-2019                                                                | Pristina                                                                 | Kosovo                                                                   | 2 – 2                                                                    | Danimarca                                                                | Amichevole                                                               | -                                                                        | 90’                                                                      |
| 10-6-2019                                                                | Copenaghen                                                               | Danimarca                                                                | 5 – 1                                                                    | Georgia                                                                  | Qual. Euro 2020                                                          | -                                                                        |                                                                          |
| 12-10-2019                                                               | Copenaghen                                                               | Danimarca                                                                | 1 – 0                                                                    | Svizzera                                                                 | Qual. Euro 2020                                                          | -                                                                        | 79’                                                                      |
| 15-11-2019                                                               | Aalborg                                                                  | Danimarca                                                                | 4 – 0                                                                    | Lussemburgo                                                              | Amichevole                                                               | -                                                                        |                                                                          |
| Totale                                                                   |                                                                          | Presenze                                                                 | 27                                                                       |                                                                          | Reti                                                                     | 1                                                                        |                                                                          |

## Palmares

### Club

#### Competizioni nazionali
- Campionato danese: 5

Copenaghen: 2015-2016, 2016-2017, 2018-2019, 2021-2022, 2022-2023
- Coppa di Danimarca: 2

Esbjerg: 2012-2013
Copenaghen: 2022-2023
- Campionato austriaco: 1

Salisburgo: 2014-2015
- Coppa d'Austria: 1

Salisburgo: 2014-2015